# Mosiera yamaniguensis
Mosiera yamaniguensis är en myrtenväxtart som beskrevs av Johannes Bisse, Urquiola och Z.Acosta. Mosiera yamaniguensis ingår i släktet Mosiera och familjen myrtenväxter. Inga underarter finns listade i Catalogue of Life.